# De homeriska hymnerna
De homeriska hymnerna är samlingsnamnet på 33 antika grekiska hymner som troligen skrevs på 600- och 500-talen före Kristus av okända författare. Motiven är hämtade ur den grekiska mytologin och skildrar olika gudars uppgifter och betydelse. Sex av hymnerna är längre medan övriga 27 är kortare; 15 av de senare är kortare än tio verser. Hymnerna har av tradition tillskrivits Homeros, då de i likhet med Iliaden och Odysséen är skrivna på versmåttet daktylisk hexameter. De delar även flera språkliga, stilistiska och innehållsmässiga drag med Homeros verk, men har också drag som avviker från dessa.
De samlade hymnerna gavs ut på svenska 1927 i översättning av Rudolf Röding. En nyöversättning av Ingvar Björkeson gavs ut 2004, med parallelltext på svenska och grekiska. Enskilda hymner har översatts till svenska av bland andra Esaias Tegnér, Nathan Söderblom och Vilhelm Ekelund.

## Hymnerna
1. Till Dionysos, 21 verser
2. Demeterhymnen, 495 verser
3. Till Apollon, 546 verser
4. Till Hermes, 580 verser
5. Till Afrodite, 293 verser
6. Till Afrodite, 21 verser
7. Till Dionysos, 59 verser
8. Till Ares, 17 verser
9. Till Artemis, 9 verser
10. Till Afrodite, 6 verser
11. Till Athena, 5 verser
12. Till Hera, 5 verser
13. Till Demeter, 3 verser
14. Till gudarnas moder (Rhea, Kybele eller Gaia), 6 verser
15. Till Herakles, 9 verser
16. Till Asklepios, 5 verser
17. Till dioskurerna, 5 verser
18. Till Hermes, 12 verser
19. Till Pan, 49 verser
20. Till Hefaistos, 8 verser
21. Till Apollon, 5 verser
22. Till Poseidon, 7 verser
23. Till Zeus, 4 verser
24. Till Hestia, 5 verser
25. Till muserna och Apollon, 7 verser
26. Till Dionysos, 13 verser
27. Till Artemis, 22 verser
28. Till Athena, 18 verser
29. Till Hestia, 13 verser
30. Till Gaia, alltings moder, 19 verser
31. Till Helios, 20 verser
32. Till Selene, 20 verser
33. Till dioskurerna, 19 verser